# Божја стрела
Божја стрела (енгл. Arrow of God) је књига нигеријског књижевника Чинуа Ачебеа (енгл. Chinua Achebe), објављена 1964. године. Књига је објављена као трећа у серијалу Афричка трилогија. На српском језику књига је први пут објављена 1977. године у заједничком издању Матице српске (Нови Сад), Мисле (Скопље), Младости (Загреб), Побједе (Титоград), Просвете (Београд) и Свјетлости (Сарајево), и преводу Ане и Драгана Матељак.

## О аутору
Чинуа Ачебе (1930-2013) био је нигеријски романопосац и песник. Школовао се у Нигерији, а дипломирао у Лондону. Књижевну каријеру је започео 1950. године, и написао је више од двадесет књига - романа, новела, есеја и збирки песама. Добитник је бројних књижевних награда, од којих се истиче награда Man Booker International 2007.

## О књизи
Књига Божја стрела је трећа у циклусу Афричка трилогија коју чине Свет који се распада као прва и No Longer at Ease као друга, а које су повезане тематиком и ликовима.
Књига је приказ губитка вере и пропасти човека у друштву заувек измењеном колонијализмом.

## Радња
Радња романа Божја стрела је смештена у срцу Игбоа у источној Нигерији. Описан је сукоб између старог и новог у његовом најгорем аспекту: личној борби између оца и сина. 
Главног свештеника бога Улуа Езеулуа, обожава шест села Умуаро, али његов ауторитет бива све више угрожен, почев од ривала унутар његовог племена, од функционера колонијалне владе, па чак и од чланова његове породице. Он ипак верује да је недодирљив: зар је он стрела у луку свог Бога? Он је стрела којом се кажњавају следбеници који су збуњени доласком белог човека у њихово село Умуаро. Наоружан овим веровањем, спреман је да води свој народ, чак и ако је то ка његовом сопственом уништењу. Езеула у својој намери ипак спознаје да његовим народом неће тако лако доминирати.

## Награде
Чинуа Ачебе је за ову књигу добио Џок Кембелову награду.